# صنوبر البحر الأبيض المتوسط والغابات المختلطة

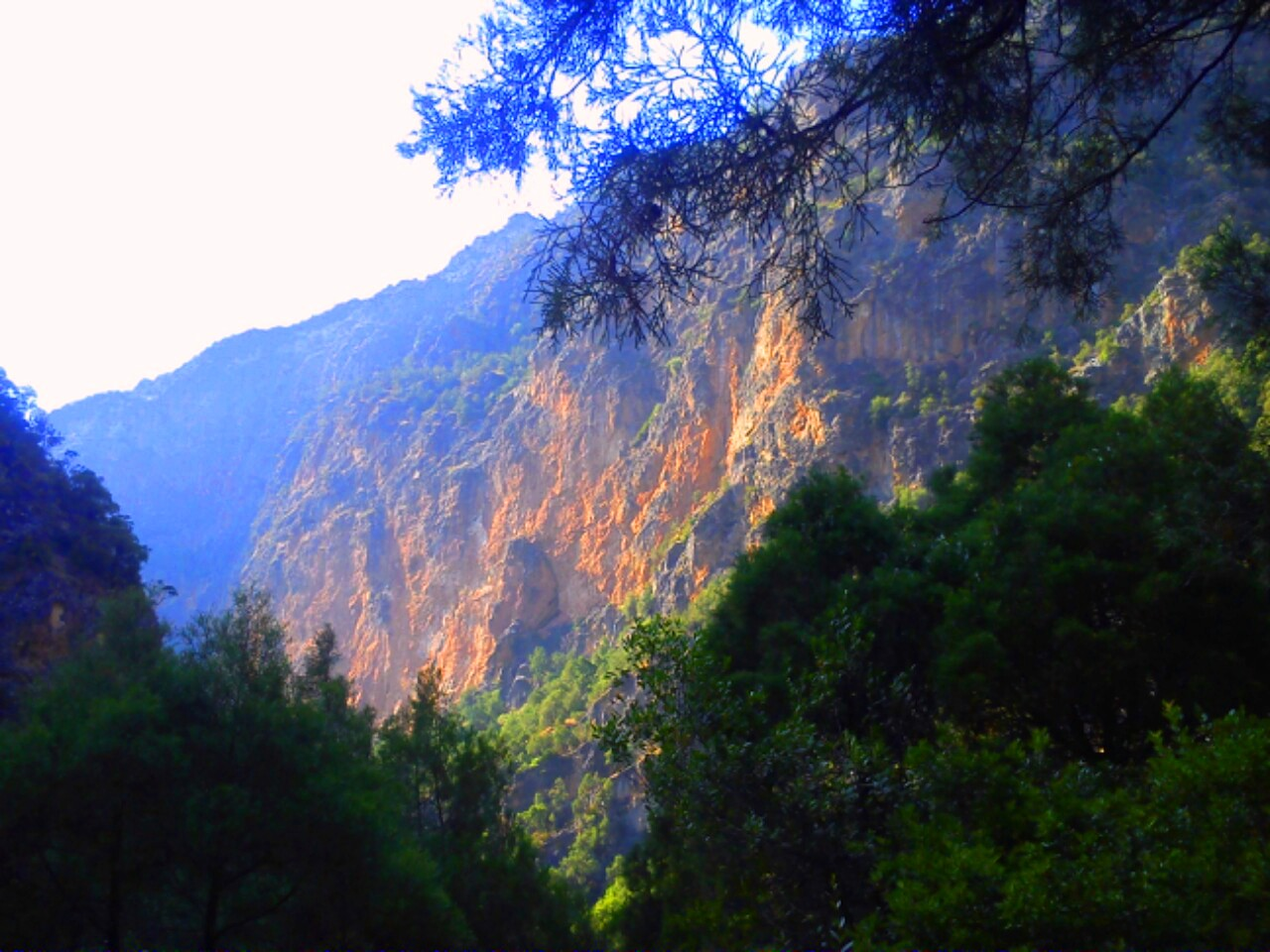
صورة لغابة جبلية في المغرب.

صنوبر البحر الأبيض المتوسط والغابات المختلطة هي منطقة بيئية، في المنطقة الأحيائية للغابات الصنوبرية المعتدلة، والتي تحتل سلاسل الجبال العالية في شمال إفريقيا. المصطلح أيضًا ارتباط نباتي مُعترف به في الأدب الأفريقي والمتوسطي.

## الجغرافيا
تتكون منطقة البحر الأبيض المتوسط الصنوبرية والغابات المختلطة من سلسلة من الجيوب في جبال الريف الساحلية والأطلس المتوسط الداخلي والأطلس الكبير للمغرب وشرق تل أطلس وأطلس الصحراء الشرقية للجزائر، وسلسلة كروميري وموغود في تونس.
تُحيط غابات البحر الأبيض المتوسط بالمنطقة الصنوبرية المتوسطية والغابات المختلطة في المُرتفعات المنخفضة.
في الأطلس الكبير، تنتج أشجار البحر الأبيض المتوسط الصنوبرية والغابات المختلطة سهوب العرعر في أعلى المرتفعات.

## النباتات
تُعتبر شجرة الأرز الأطلسي المظلة الأكثر انتشارًا في الغابات. وتشمل الأشجار الصنوبرية الأخرى التي تنمو في هذه المنطقة الصنوبر الحلبي والصنوبر البحري والتنوب الإسباني والتنوب الجزائري المستوطن والعرعر مثل العرعر الشربيني والعرعار الفواح والطقسوس الأوروبي.
تشمل الأشجار عريضة الأوراق التي يُمكن العثور عليها في مناطق مُتفرقة من جميع أنحاء هذه المنطقة البيئية بلوط الفلين وأشجار البلوط الأخرى مثل الصفصاف الأبيض وبلوط الأفراس والبلوط النفضي المُستوطن في المنطقة البيئية.

## الحيوانات
تَشمل الثدييات المُهددة بالانقراض في المنطقة البيئية المكاك البربري وفي المواقع الأُخرى مثل جبال البابور، الغزال الأطلسي والنمر الأفريقي. تشمل الثدييات الأخرى الثعلب الأحمر وثعلب الماء الأوروبي وغزال كوفييه والأغنام البربرية. عاشَ الأسد البربري ودب الأطلس في المنطقة سابقًا.

## الحفظ والتهديدات
تُشكل إزالة الغابات بسبب استخدام السكان المحليين تهديدًا كبيرًا مثل آثار تغير المناخ.

## وصلات خارجية
- "Mediterranean conifer and mixed forests". Terrestrial Ecoregions. World Wildlife Fund.